# Antoine Mégret d'Étigny
Pour les autres membres de la famille, voir Famille Mégret d'Étigny de Sérilly.
Antoine Mégret d’Étigny, né à Paris le 28 novembre 1719, mort à Auch le 24 août 1767, est un administrateur français, intendant de la généralité de Gascogne, Béarn et Navarre.
Il est particulièrement connu pour son administration d'Auch et de Pau, et pour avoir relancé les thermes de Bagnères-de-Luchon.

## Origines familiales
La famille d’Antoine Mégret appartient à la noblesse de robe implantée jusque vers la fin du XVIIe siècle parmi la haute bourgeoisie de Saint-Quentin dans l'Aisne. Son grand-père Nicolas Mégret était procureur à Saint-Quentin.
La famille s'installe à Paris dès le début du XVIIIe siècle. Son père, François-Nicolas Mégret, est d'abord simple commis au bureau des postes de Soissons. Il a bâti une fortune en spéculant sur le blé pendant la guerre de succession d'Espagne, fortune qu'il a ensuite investie dans la recette des tailles de Soissons, puis dans la recette générale des finances en Auvergne (1714) ; en 1718 il achète les seigneuries d’Étigny et de Sérilly (de nos jours sur la commune d'Étigny) près de Sens en Bourgogne. Il est enfin choisi comme secrétaire du roi, chargé des finances (1719), puis grand audiencier de France en 1725.

La famille et ses alliances donnent de grands commis d’État : après le grand-père et le père, l'oncle par alliance d'Antoine, Guillaume françois Joly de Fleury, est le beau-père de son frère aîné et procureur général au Parlement. Le frère aîné d’Antoine, Jean-Nicolas Mégret, est d’abord avocat du roi au Châtelet, puis avocat général à la cour des Aides, maître des requêtes en 1722, intendant du commerce en 1733, intendant d’Auch en 1739-1742, intendant de Franche-Comté et enfin intendant d’Alsace en 1750. Il meurt brutalement en pleine ascension le 15 octobre 1752, lorsqu’il a pris le chemin menant au poste de contrôleur général des finances. Le fils aîné d'Antoine, Antoine Jean-François Mégret de Sérilly, perpétuera cette tradition en devenant trésorier général de l'Extraordinaire des Guerres.

## Biographie
Antoine Mégret, seigneur d’Étigny, naît le 28 novembre 1719 à Paris.
Ancien élève des Jésuites, son père meurt en 1734 ; Antoine a tout juste 15 ans et hérite d'Étigny (Yonne). En 1738 il est reçu comme substitut au Parlement. Le 18 avril 1740 il devient conseiller au Parlement ; le 28 avril de cette année il achète une grande maison rue de l'Arbre Sec à Paris.

En 1744 il emprunte 86.500 livres de son futur beau-père Jean-Baptiste Thomas de Pange pour, le 11 mai 1744, acheter du sieur Pagot, intendant de la généralité d'Orléans, la charge de conseiller du roi et maître des requêtes ordinaires pour l'hôtel du roi en avril, mai et juin puis maître des requêtes au conseil privé du roi en juillet, août et septembre.
Il se marie le 21 mai de cette même année 1744 avec Françoise Thomas de Pange, (1723-1789), issue d'une famille aisée appartenant à la noblesse de robe Lorraine. Ils ont deux fils en 1746 et 1748, et une fille.
Appelé en avril 1751 à l'intendance d'Auch et de Pau, il introduit dans la province qui lui est confiée d'importantes améliorations, malgré l'opposition des Parlements et des villes elles-mêmes (notamment le Parlement de Bordeaux et, dans une moindre mesure, celui de Toulouse).

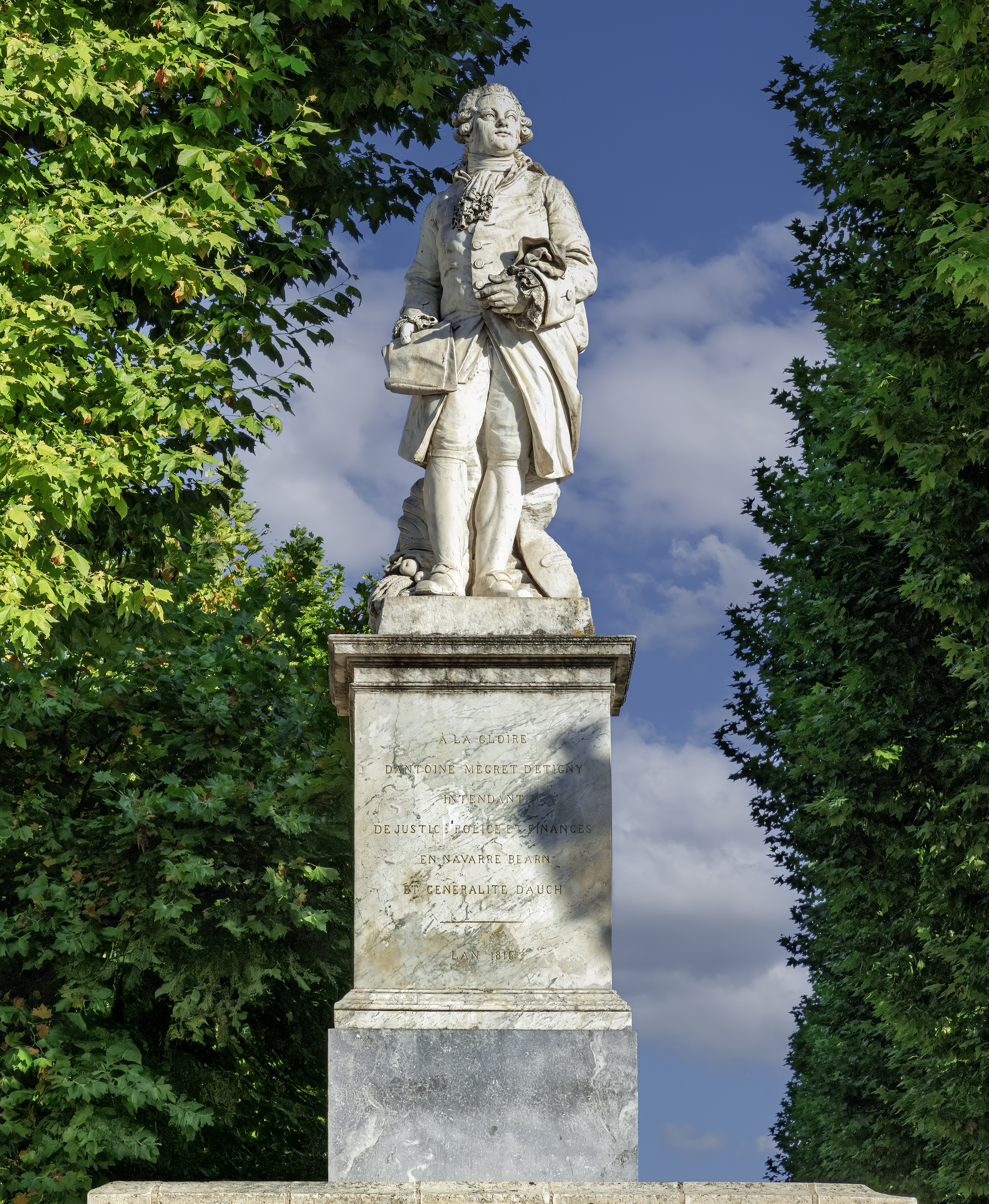
Monument à Antoine Mègret d'Etigny par Jean-Pierre Vigan à Auch.
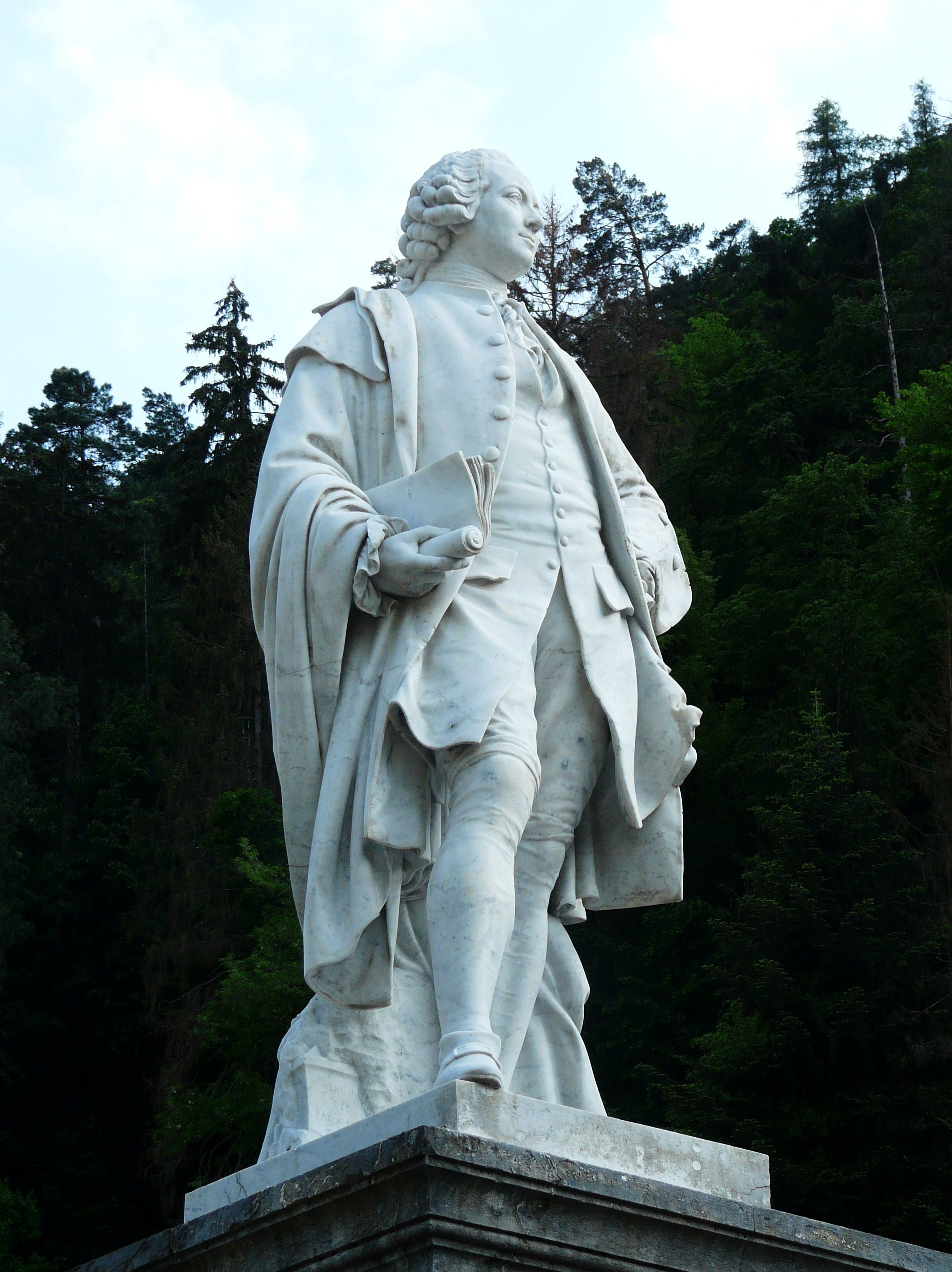
Statue d'Antoine Mégret d’Étigny du sculpteur Gustave Adolphe Désiré Crauk faite en 1889 et située sur la place des Thermes à Luchon.
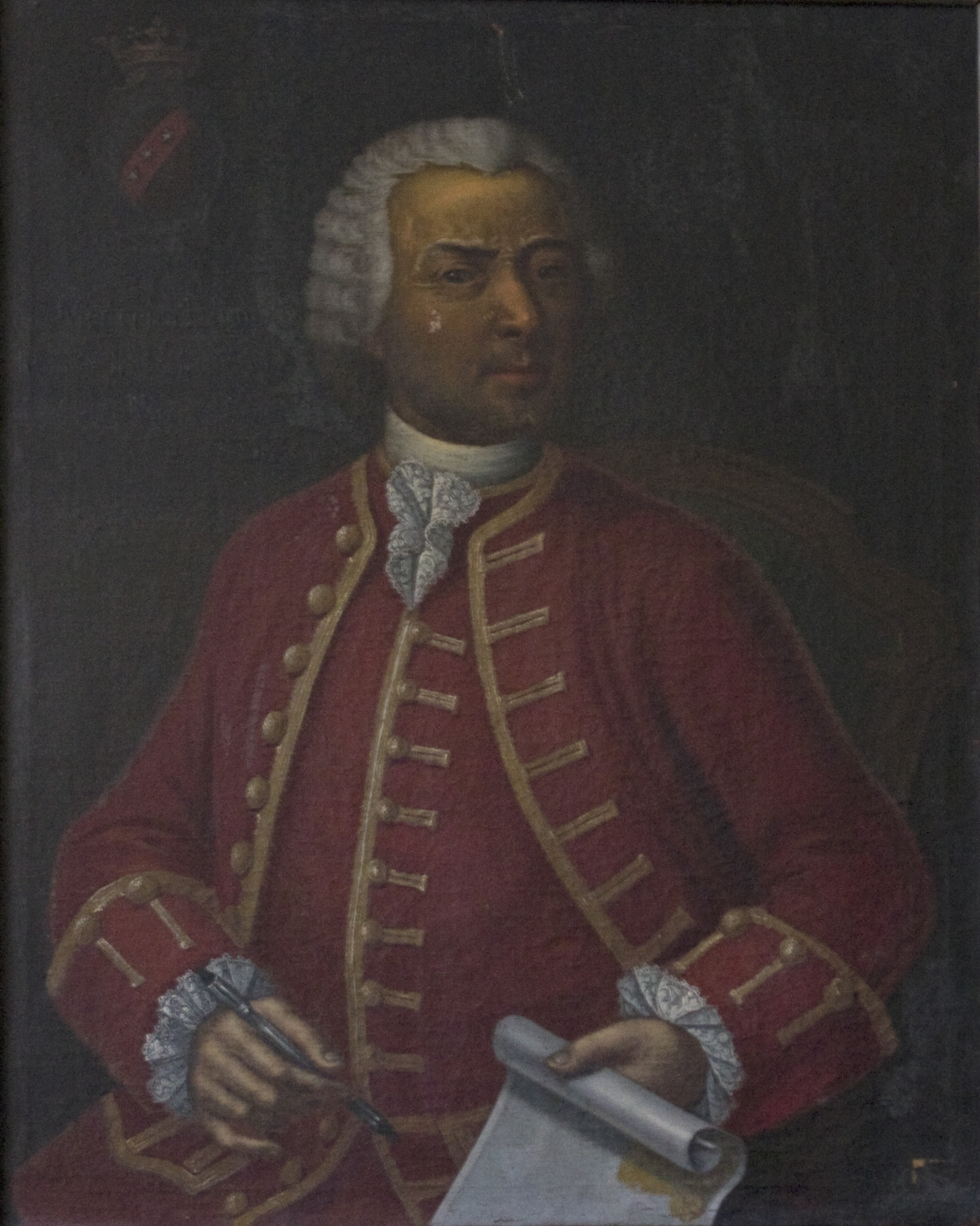

### Son attitude et ses actions
Son action se caractérise en particulier par l’amélioration du médiocre réseau routier de l’intendance. Il exploite au mieux les douze journées annuelles de corvées qui étaient dues pour l’entretien des routes, sans toutefois hésiter à confier les travaux les plus nécessaires à des entrepreneurs professionnels, ceci aux frais des communautés redevables de la corvée, plutôt qu’à distraire ces dernières de leurs activités agricoles. Il est soucieux de productivité agricole pour éviter les disettes, fréquentes à cette époque. Il ne se fait d’ailleurs pas toujours rembourser des nombreuses avances faites sur sa cassette personnelle et qui ont ensuite causé sa ruine.
Il travaille au développement de l’exploitation des forêts de haute montagne, des voies navigables, des forges, du thermalisme et des carrières de marbre, du commerce et des foires commerciales.
Il cherche avant tout à développer la production agricole, en défrichant et en introduisant le maïs ; il se passionne aussi, sans grande réussite, pour la sériciculture, la création de nouveaux haras ou l’amélioration des ovins avec des mérinos espagnols. Il pousse de son mieux les activités de base des tuileries ou des minoteries, mais aussi ses papeteries, faïenceries, entreprises textiles, tanneries.
D’Étigny fait en général preuve d’intégrité et de justice, plutôt impartial tout en sachant faire preuve de souplesse pour se concilier les populations sur des points mineurs mais symboliques ; ainsi, par exemple, il accepte les courses de taureaux dans les rues alors qu’elles avaient été interdites par le duc de Richelieu. Il prend l’initiative de rédiger un ensemble de règlements pour donner un réel statut aux juifs discriminés au Pays basque (avant d’être désavoué par l’administration royale). Catholique fervent, il est d’abord instinctivement hostile aux protestants avant de s’adoucir malgré la révocation de l'édit de Nantes par Louis XIV en 1685.
D’Étigny est contre les médecins communaux, une institution pyrénéenne qu’il juge une charge inutile qui, selon lui, ne profite pas effectivement aux plus nécessiteux. En matière de santé publique, son action est limitée. Le développement du thermalisme a un but économique plus que thérapeutique.
De même il est contre l’instruction du peuple, qu’il pense anti-productive en risquant de détourner des bras des champs pour les jeter déracinés vers les villes. Pour les mêmes raisons, il n’encourage pas du tout l’enseignement du français et trouve au contraire suffisant de se contenter de faire seulement le catéchisme en gascon.
Il fait embellir plusieurs des villes de son intendance. Il fait exécuter, en grande partie en avançant lui-même les sommes, 200 lieues de routes (800 kilomètres).
Étigny a la réputation d’être particulièrement présent dans son intendance, qu’il parcourt inlassablement à cheval. Plusieurs anecdotes retracent sa présence sur un chantier au petit matin, dans le froid, attendant patiemment ses interlocuteurs en retard, après avoir lui-même chevauché plusieurs heures et avoir assumé de harassantes mondanités la veille au soir.
Dans son action, il froisse également de nombreux personnages haut placés, qui ont pu lui nuire ensuite ; alors qu’il peut à l’occasion être sensible à la misère de ses administrés et fréquemment choisir d’adoucir leurs sanctions.

## Organisation administrative
À partir de 1756, il s’appuya à la subdélégation de Pau sur Jean de Sallenave, avocat palois qui lui avait été peut-être trop chaudement recommandé et qu’il avait d’abord récusé, s'en méfiant. Son prédécesseur l'intendant Aligre de Bois-Landry (1749-1751) — qui avait lui-même hérité la charge de son prédécesseur l'intendant Caze de la Bove (1744-1749) — avait d’ailleurs fini par le renvoyer.
Genain fut donc un premier secrétaire efficace jusqu’en mars 1763, mais il finit par le remplacer par Sallenave.
Celui-ci assuma de plus en plus de responsabilités et assura même fidèlement l’intérim d’Étigny pendant sa période de disgrâce de 1765, puis après sa mort en 1767. Il poursuivit d’ailleurs sa carrière auprès des intendants d’Aine (1768-1774) et de la Boullaye (1776-1782).
Le subdélégué d’Auch, Jean Baptiste Joseph Daignan, en poste depuis plusieurs décennies à l’arrivée d’Étigny, fut renvoyé pendant l’été 1752 pour une désobéissance, ayant cherché à protéger le fils d’un notable. Il fut remplacé par le baron de Seissan de Marignan.
Une trentaine de subdélégués, généralement des magistrats, relayaient localement l’action de l’intendant. Ils étaient exemptés d’impôts et rémunérés au coup par coup par vacations. Ils devaient donc tout à l’intendant qui savait leur obtenir des faveurs s’ils le méritaient. Ils devaient préparer des rapports et s’assurer de l’avancement des projets, même s’ils s’opposaient parfois aux autres autorités locales. L’intendant n’échappa pas lui-même à la haine tenace du parlement de Bordeaux, qui finit par avoir raison de lui.

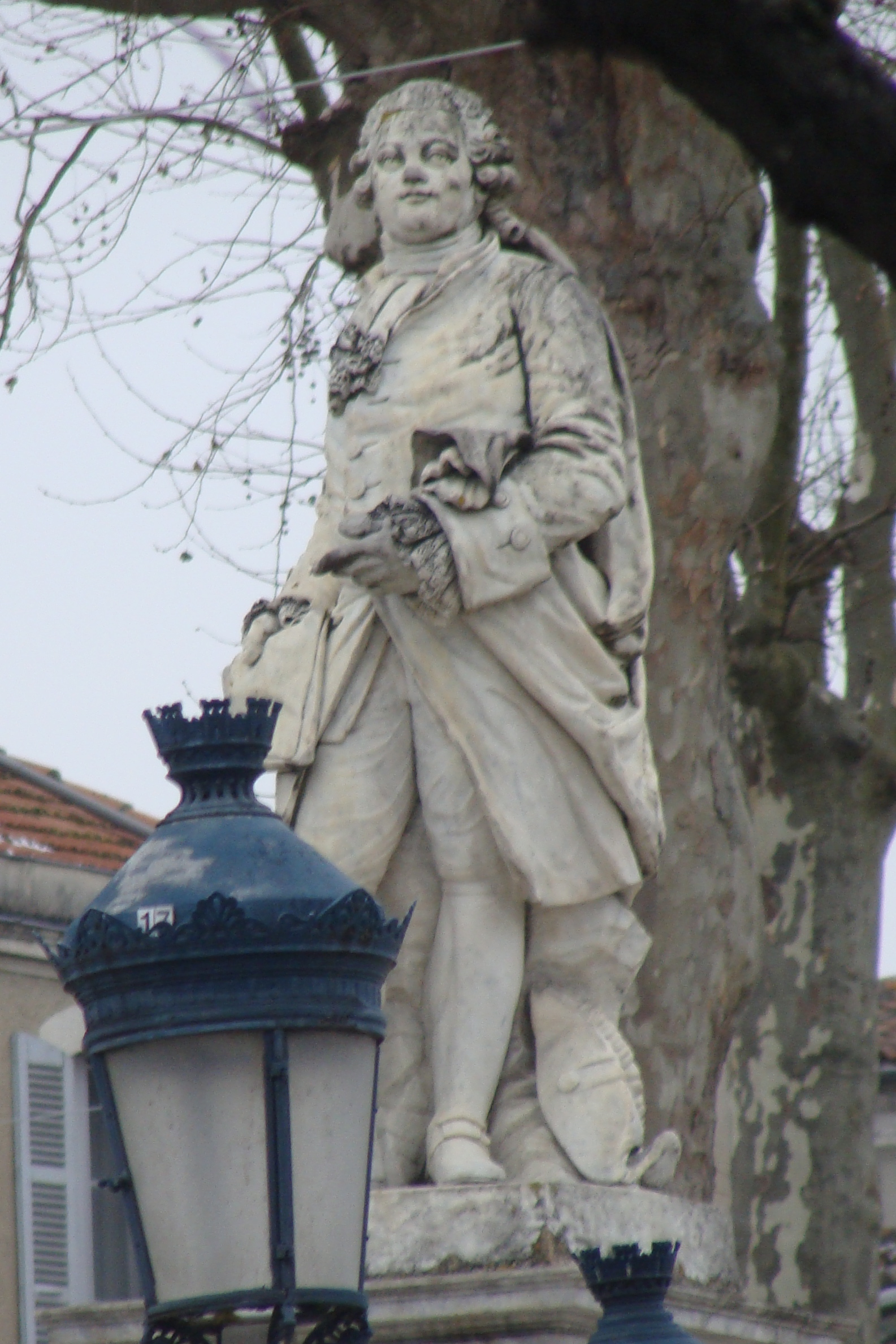
Statue aux allées d'Étigny, à Auch.
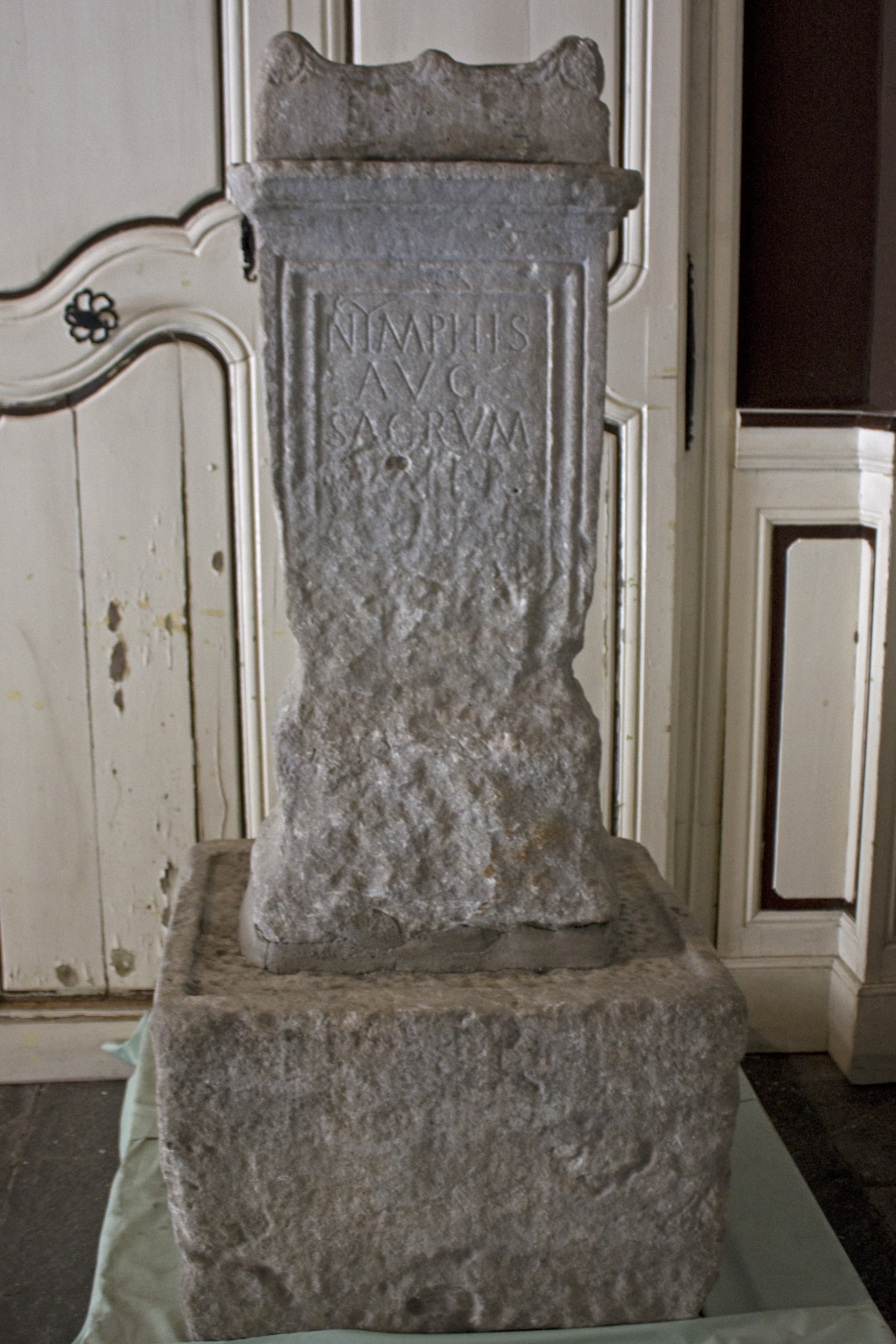
Cippe votif dédié aux nymphes, trouvé sur le lieu des thermes.
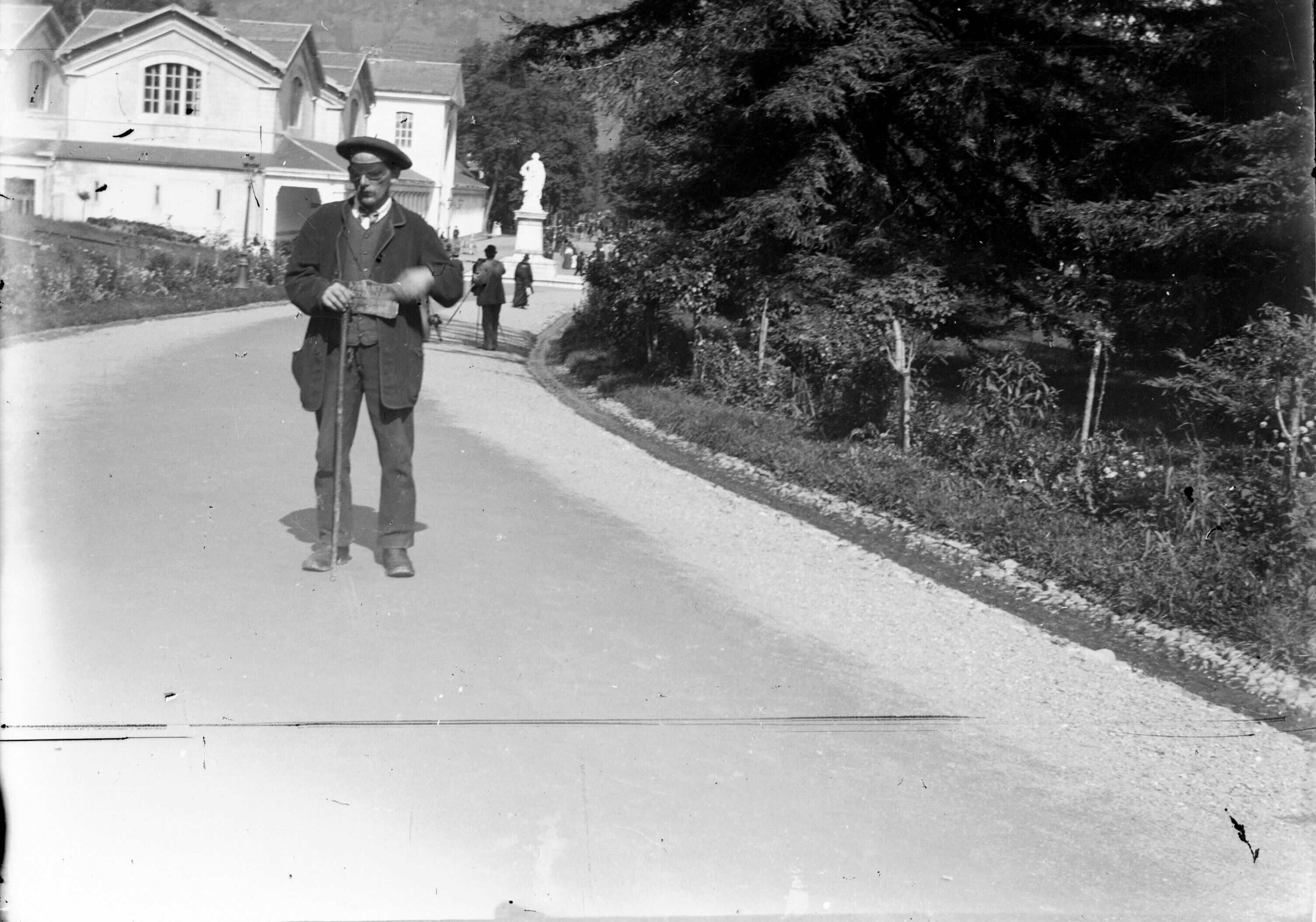
Les thermes et la statue d'Etigny (photo prise entre 1850 et 1910).

Avec naïveté, Étigny appuya des remontrances au roi provenant du parlement de Béarn avec lequel, comme avec celui de Toulouse, il entretenait de bien meilleures relations qu’avec le parlement de Bordeaux. Le 27 mai 1765, il fut rappelé impérativement à Paris. Avec quelques arrestations et l’envoi d’un régiment de Beauffremont, l’activité diplomatique d’un Sallenave contribua à apaiser la situation conflictuelle en Béarn, ce qui permit à d’Étigny de plaider sa justification au Roi et de reprendre ses fonctions. Son retour après un exil forcé avait renforcé son image localement et il bénéficia de nombreuses marques chaleureuses de popularité.
Mais sa santé se délabrait rapidement et il mourut en quelques mois, à l'âge de 47 ans, le 24 août 1767, à Auch.
Sa mémoire sera ensuite saluée aussi bien par les révolutionnaires, le Consulat, l’Empire que la Restauration.

« Je n'ai jamais eu en vue que le service de mon maître et le bien public, et quoique j'ai dérangé très considérablement ma fortune dans cette province pour les objets qui lui sont utiles, je n'y ai aucun regret, parce que j'ai rempli mon inclination, et que je crois que ma mémoire y sera chérie. »

— Dernière lettre du 12 août 1767, citée sur le socle de la statue d'Étigny à Luchon.

## Luchon et d'Étigny
En 1759, le baron Antoine Mégret d'Étigny commence par créer à Luchon une route carrossable, à coups de corvées et d'expropriations. Il doit faire appel à une compagnie de dragons pour tenir en respect la population, peu habituée à un traitement aussi autoritaire.
En 1761, il réorganise les thermes et leur donne les bases de leur futur essor. En 1763, il fait venir prendre les eaux au maréchal du Plessis, duc de Richelieu ; une visite au cours de laquelle, lors de travaux autour des sources sur le site des thermes, un cippe votif dédié aux nymphes du lieu est trouvé en présence de d'Etigny et de du Plessis,. Ce dernier revient en 1769 avec une grande partie de la cour. La station thermale est lancée !

D’Étigny développe également l'exploitation des forêts, le bois étant une matière première essentielle pour la marine, et celle du charbon de bois pour les forges.
On donnera à Luchon son nom à l'allée d’Étigny, principale artère de la ville, et une statue à son effigie y sera élevée en 1889 devant les thermes où elle se trouve encore.
Une autre statue, plus fidèle à la réalité, se trouve sur les allées d’Étigny à Auch.

Luchon : Statue d'Étigny et les plaques commémoratives sur les faces du socle
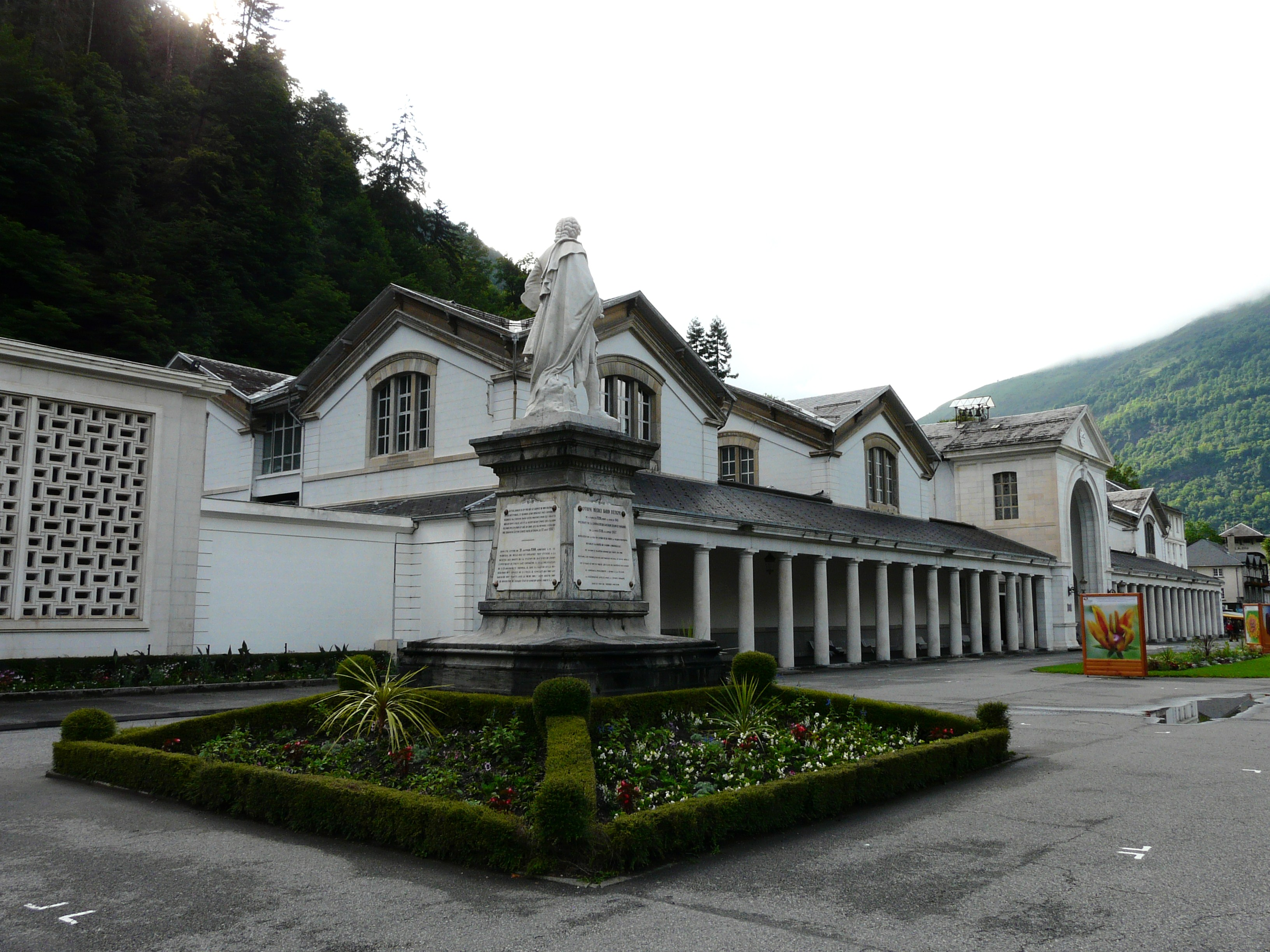
La statue devant les thermes
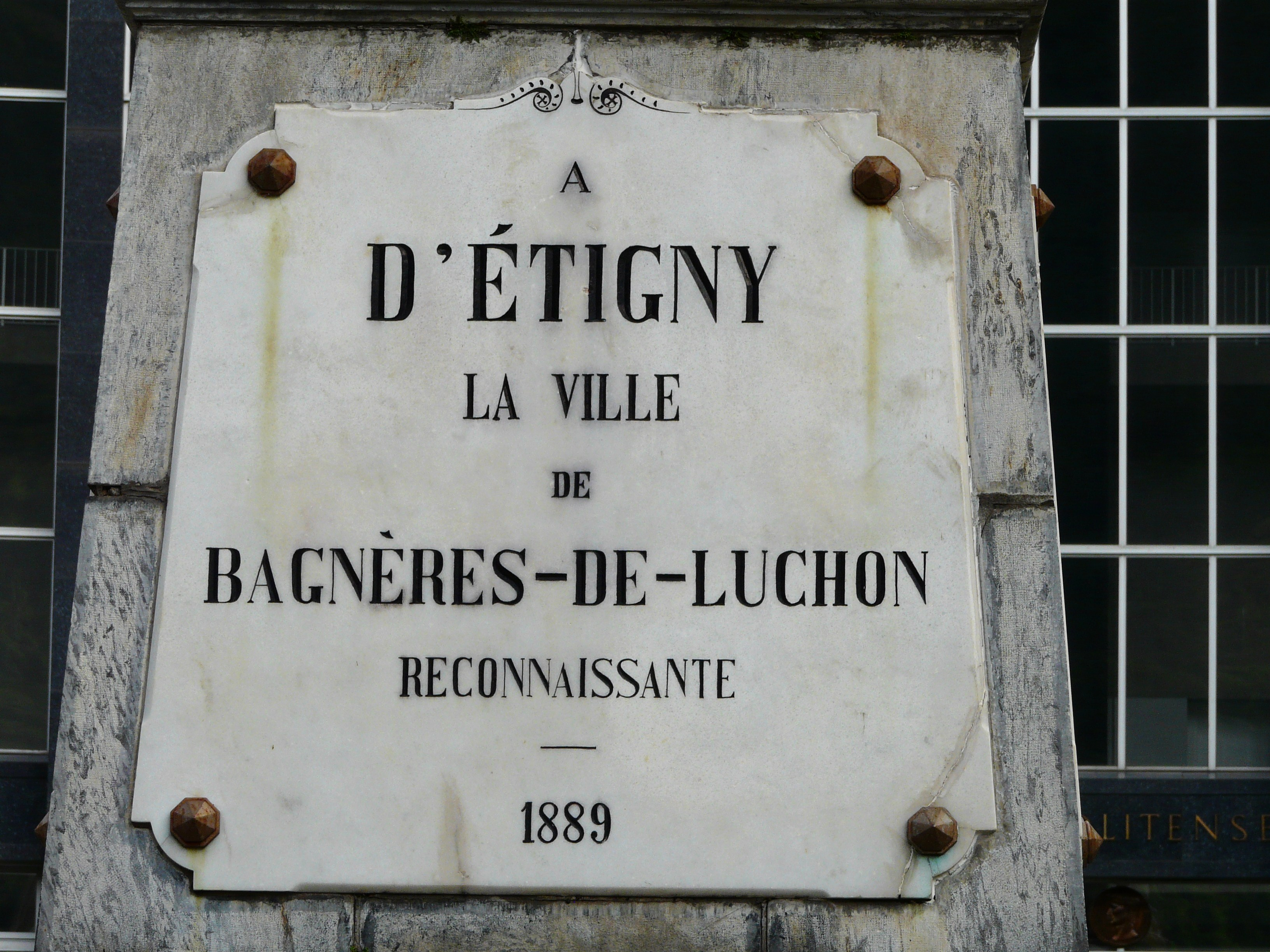
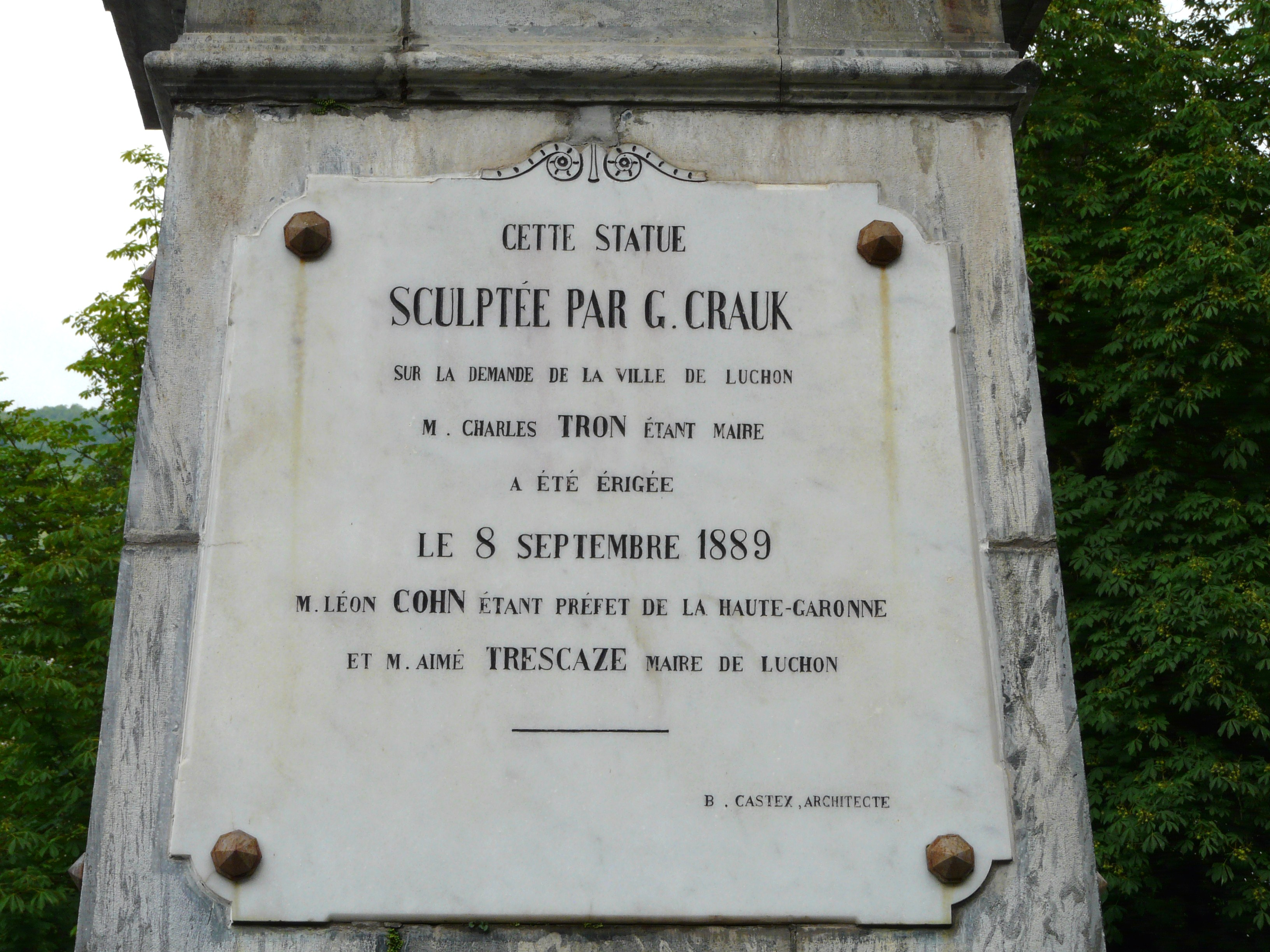
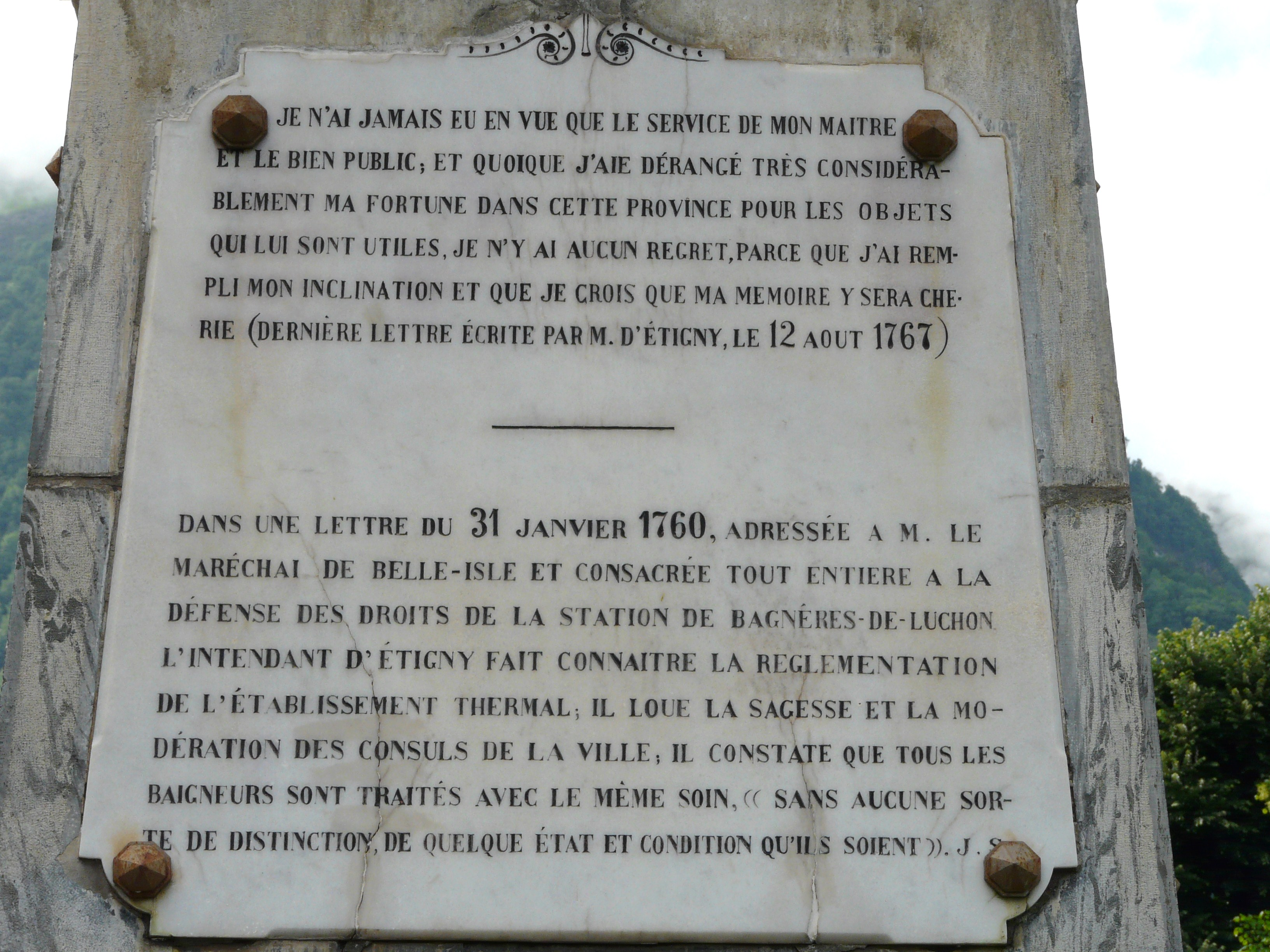
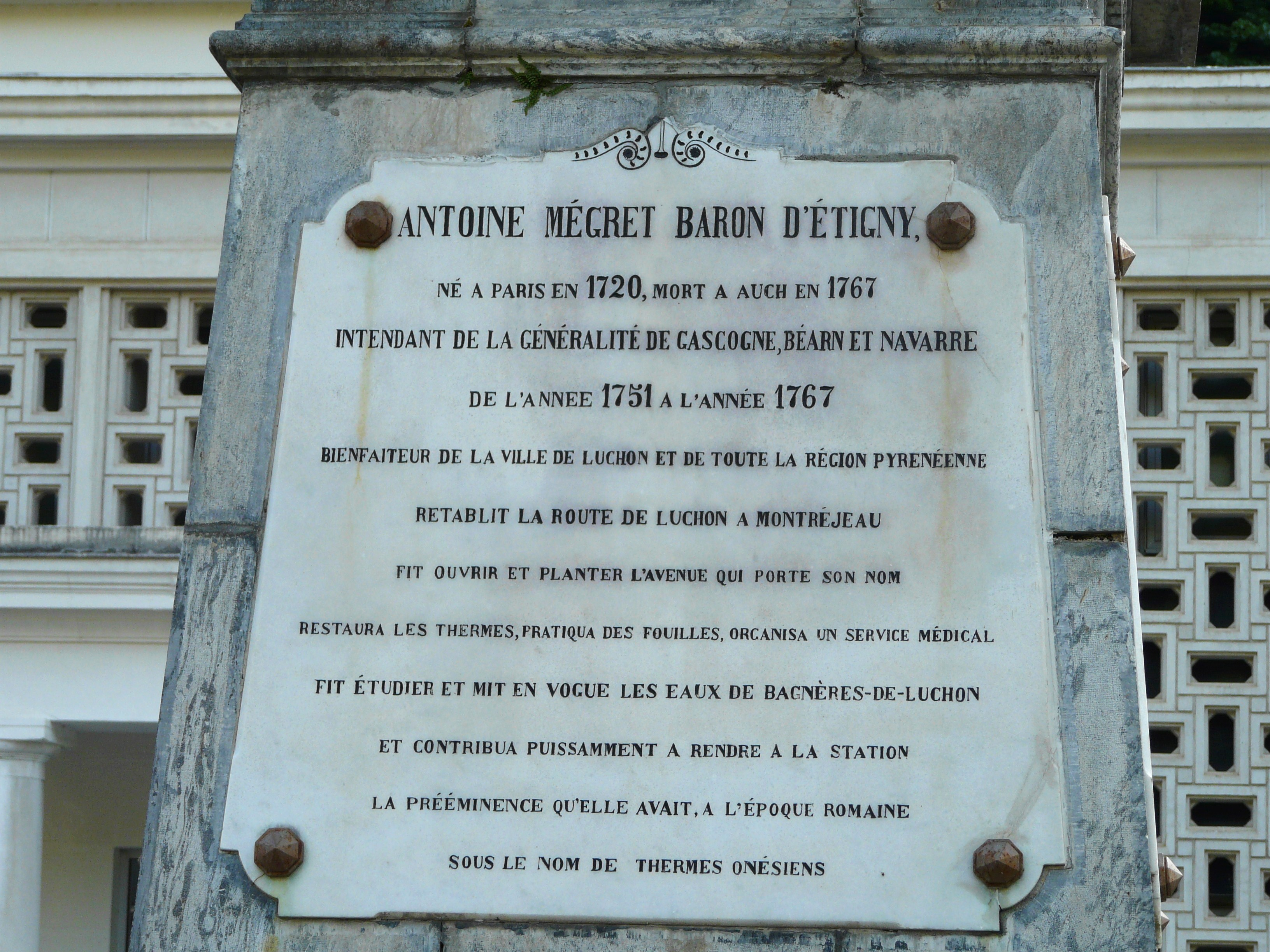

## Descendance
- Antoine Mégret, seigneur d’Étigny
  - Françoise Marguerite Mégret d'Étigny (1743-1776), mariée au comte de Crenolle.
  - Antoine Jean-François Mégret de Sérilly (13 septembre 1746-10 mai 1794), maître des requêtes en 1779, trésorier général de l'extraordinaire des guerres en 1782, guillotiné en même temps que son frère et que Madame Élisabeth[6]. Il avait épousé en 1779 sa cousine  Anne-Louise de Domangeville (qui, condamnée à mort en même temps que son mari et son beau-frère, échappe de très peu à la mort puis se remariera avec François Thomas de Pange). De cette union, sont nés quatre enfants :
    - Armand François Mégret d'Étigny (1780-1827) est auditeur au Conseil d'État en 1810, puis nommé par décret du 3 octobre 1811, sous-préfet d'Auch. Il démissionne le 20 mai 1815.
    - Antoinette Marie Marguerite Aline Mégret d'Étigny (21 juillet 1782 - 1864)
    - Antoine Mégret d'Étigny (20 mars 1784 - 1845). Épouse le 1ermars 1813 Olympe Marine de Peytes de Montcabrier, fille de François Henri, comte de Peytes de Montcabrier et de Rosalie du Mas de Lamarche.
    - Anne François Victor Mégret d'Étigny (21 janvier 1789 - 5 avril 1831), polytechnicien, lieutenant-colonel d'artillerie. Épouse en 1814 Clotilde Rosalie de Peytes de Montcabrier, fille de François Henri, comte de Peytes de Montcabrier et de Rosalie du Mas de Lamarche, sœur de la précédente.

  - Antoine Jean-Marie Mégret d'Étigny, né en 1748, mort sur l'échafaud le 10 mai 1794. Il a été officier au régiment des Gardes françaises, puis aide-major général à l'armée des Flandres.